# 폴 비츠
폴 비츠(Paul C. Vitz; 1935년 8월 27일-    )은  뉴욕 대학교의 심리학부의 명예 교수이다. 심리학과 기독교와의 관계에 대한 연구를 하였다. 현재 버지니아주에 있는 디바인 머시 대학교에서 심리학을 가르치고 있다.

## 저서
- 검열 : 아이들 교과서에서의 편향에 대한 증거들 (Censorship : Evidences Bias in Our Children's Textbooks; 1986) ISBN: 0-89283-305-X ( 이 책에서 폴 비츠는 공립학교 교과서에서 좌편향된 증거들을 찾아 연구한 자료를 검토하였다. 여성차별, 성교육, 환경, 인권등의 내용을 주로 다룬 교과서가 대부분인 것을 지적하고 상대적으로 보수우파의 가치는 거의 찾아 볼 수 없음을 지적하였다.)